# Dar Salam
Ne doit pas être confondu avec Darsalam.
Dar Salam est une localité du Sénégal, située dans le département de Salemata et la région de Kédougou.
C'est le chef-lieu de l'arrondissement de Dar Salam depuis la création de celui-ci par un décret du 10 juillet 2008.
Auparavant Dar Salam faisait partie de la région de Tambacounda.
On y dénombre 716 personnes et 78 ménages.
La localité se trouve au sud du Parc national du Niokolo-Koba, mais ne doit pas être confondue avec le village de Dar Salam (Commune de Dialaocoto, région de Tambacounda) à l'entrée principale du Parc qui sert de base de campement avant de commencer les excursions.

## Galerie

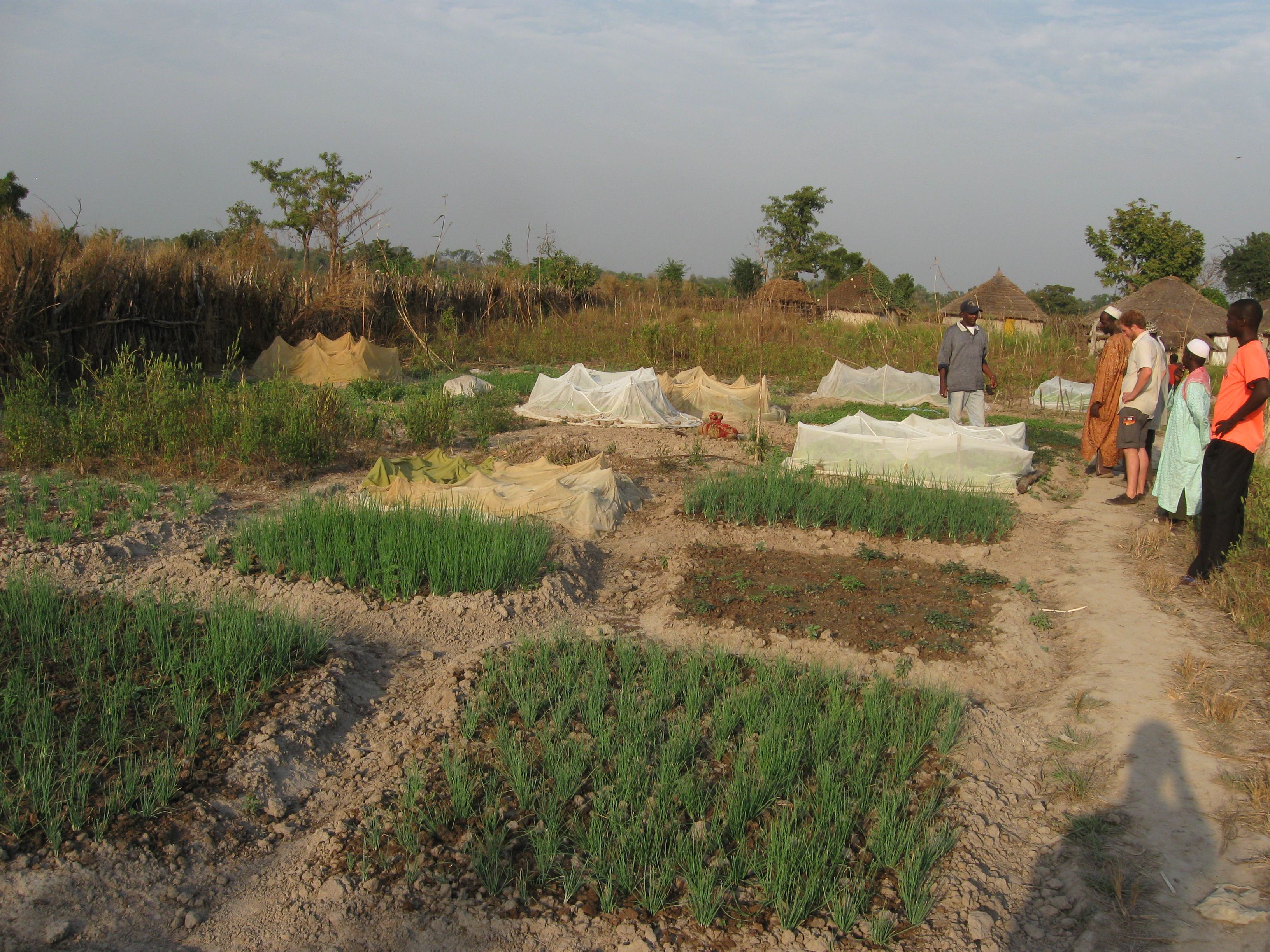
Jardin communautaire des femmes
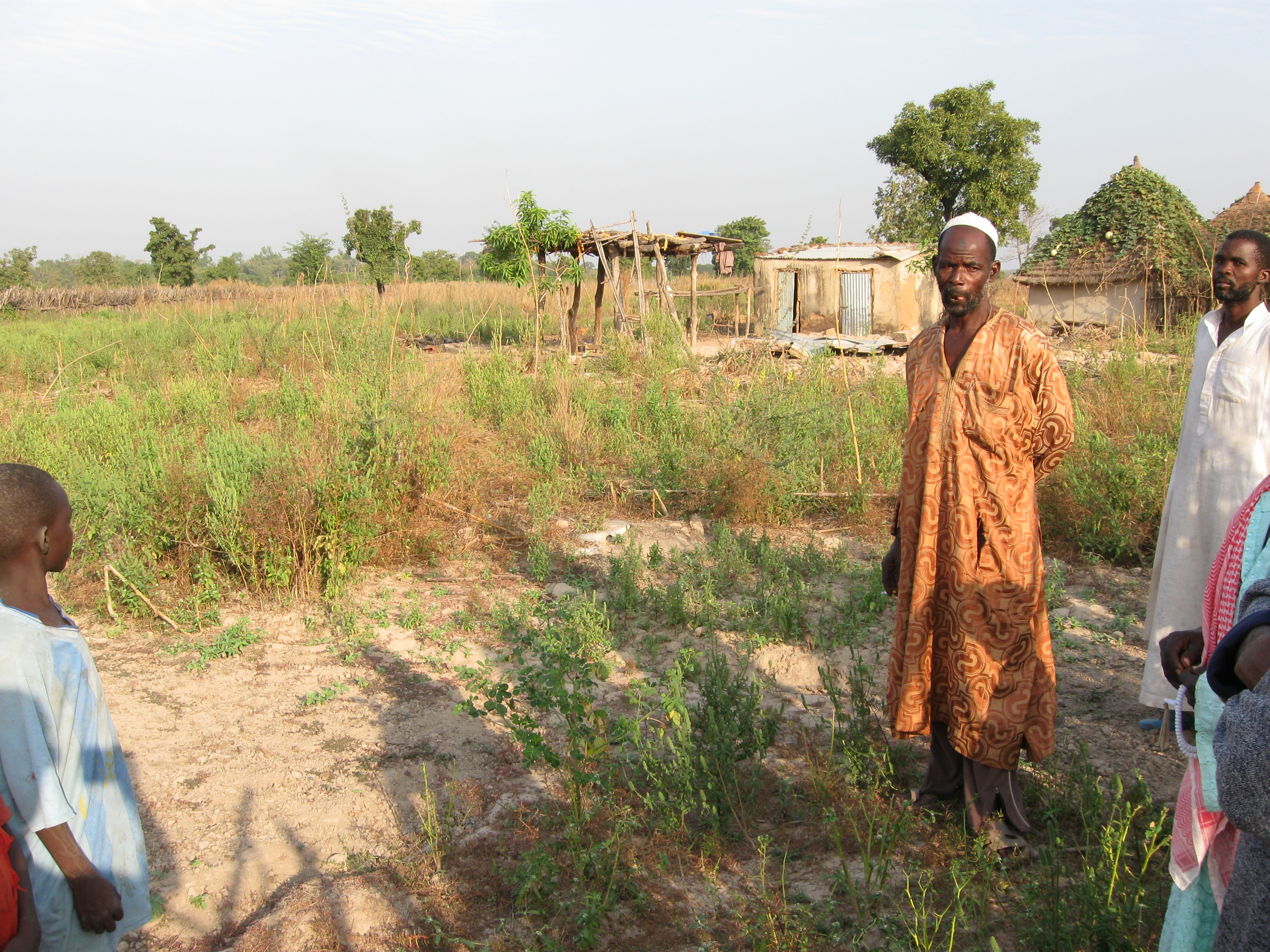
Plantation de haie vive (Jatropha et Ziziphus mauritiana)